# Steven Davies
Steven Davies (* 17. Juni 1986 in Bromsgrove, Worcestershire) ist ein englischer Cricketspieler.

## Leben
Davies besuchte die King Charles I School in  Worcestershire. Er ist Mitglied der englischen Nationalmannschaft. Davies lebt offen homosexuell in England.